# Mistrzostwa Polski w Curlingu 2012
Mistrzostwa Polski w Curlingu 2012 odbyły się w jednym etapie (kobiety) i trzech (mężczyźni). Turniej finałowy rozegrano między 14 a 16 września 2012 w Cieszynie, w Hali Widowiskowo-sportowej im. Cieszyńskich Olimpijczyków.
Drużynę kobiecą na Mistrzostwa Europy 2012 powołuje szkoleniowiec Polskiego Związku Curlingu.
Tytuły mistrzyń kraju obronił zespół AZS Gliwice Kamikaze (Elżbieta Ran), który w finale pokonał 8:6 RKC PZC (Marta Szeliga-Frynia). Brązowe medale przypadły zawodniczkom AZS UW Antymateria (Joanna Waryszak). Wśród panów najlepsi byli zawodnicy AZS Gliwce Smok (Andrzej Augustyniak), zwyciężyli oni w finale 8:6 nad obrońcami tytułów z 2011, ŚKC Marlex (Tomasz Zioło). Na 3. miejscu uplasowali się curlerzy z MKS Axel Toruń (Bartosz Dzikowski).
Pod koniec września 2012 dyrektor sportowy Polskiego Związku Curlingu, Mirosław Wodzyński, powołał kadrę narodową i reprezentację na Mistrzostwa Europy 2012. Kadra narodowa na sezon 2012/2013 składa się z czterech najlepszych drużyn Mistrzostw Polski 2012. Na grudniowy turniej w Karlstad zostały powołane złote medalistki (Elżbieta Ran, Agata Musik, Magdalena Dumanowska, Magda Strączek, Justyna Wojtas), reprezentację mężczyzn stanowili srebrni medaliści (Michał Kozioł, Tomasz Zioło, Michael Żółtowski, Jakub Głowania oraz dodatkowo Jakub Chęć).

## Kobiety
Do żeńskiej rywalizacji zgłosiły się jedynie cztery zespoły, w tej sytuacji brały one bezpośrednio udział w fazie finałowej.

### Drużyny
|                      | Skład                                                                                       |
| -------------------- | ------------------------------------------------------------------------------------------- |
| AZS UW Antymateria   | Joanna Waryszak, Zuzanna Rybicka, Zuzanna Śliwińska, Joanna Sowińska, Katarzyna Wójcik      |
| AZS Gliwice Kamikaze | Elżbieta Ran, Magda Strączek, Magdalena Dumanowska, Agata Musik, Justyna Wojtas             |
| RKC Curlik I         | Ilona Dominiczak, Agnieszka Skowronek, Beata Szczepanik, Magda Szołkiewicz, Dominika Muskus |
| RKC Curlik PZC       | Marta Szeliga-Frynia, Barbara Karwat, Magdalena Muskus, Krystyna Beniger                    |

### Round Robin
| # | Drużyna              | Mecze | Mecze | Kamienie | Kamienie |
| # | Drużyna              | W     | P     | W        | P        |
| - | -------------------- | ----- | ----- | -------- | -------- |
| 1 | RKC Curlik PZC       | 3     | 0     | 25       | 8        |
| 2 | AZS Gliwice Kamikaze | 2     | 1     | 20       | 16       |
| 3 | RKC Curlik I         | 1     | 2     | 23       | 18       |
| 4 | AZS UW Antymateria   | 0     | 3     | 7        | 33       |

#### Sesja 1.
14 września 2012; 10:00
|  | AZS Gliwice Kamikaze | 3:7 | RKC Curlik PZC |  |
|  |                      | 3:7 |                |  |

|  | AZS UW Antymateria | 3:13 | RKC Curlik I |  |
|  |                    | 3:13 |              |  |

#### Sesja 2.
14 września 2012; 16:00
|  | AZS Gliwice Kamikaze | 7:6 | RKC Curlik I |  |
|  |                      | 7:6 |              |  |

|  | AZS UW Antymateria | 1:10 | RKC Curlik PZC |  |
|  |                    | 1:10 |                |  |

#### Sesja 3.
15 września 2012; 10:00
|  | AZS Gliwice Kamikaze | 10:3 | AZS UW Antymateria |  |
|  |                      | 10:3 |                    |  |

|  | RKC Curlik I | 4:8 | RKC Curlik PZC |  |
|  |              | 4:8 |                |  |

### Play off

#### Mały finał
16 września 2012; 14:00
|  | AZS UW Antymateria | 8:7 | RKC Curlik I |  |
|  |                    | 8:7 |              |  |

#### Finał
16 września 2012; 14:00
|  | RKC Curlik PZC | 6:8 | AZS Gliwice Kamikaze |  |
|  |                | 6:8 |                      |  |

### Klasyfikacja końcowa
| # | Drużyna              | Mecze | Mecze | Kamienie | Kamienie |
| # | Drużyna              | W     | P     | W        | P        |
| - | -------------------- | ----- | ----- | -------- | -------- |
| 1 | AZS Gliwice Kamikaze | 3     | 1     | 28       | 25       |
| 2 | RKC Curlik PZC       | 3     | 1     | 31       | 16       |
| 3 | AZS UW Antymateria   | 1     | 3     | 15       | 40       |
| 4 | RKC Curlik I         | 1     | 3     | 31       | 25       |

## Mężczyźni

### Faza eliminacyjna
Eliminacje rozegrano między 17 a 18 lutego 2012 na gliwickim lodowisku Tafla. Do uczestnictwa zgłosiło się jedenaście drużyn (początkowo dwanaście). Podzielono je na dwie grupy, w których systemem szwajcarskim rozegrano 3 sesje gier. Do fazy półfinałowej awansowały bezpośrednio po dwie najlepsze drużyny z każdej z grup. Zespoły zajmujące 3. miejsce rozegrały dodatkowe spotkanie o 5. miejsce dające awans.
| Grupa A                          |
| -------------------------------- |
| AZS Gliwice CCCogień             |
| AZS Łódź SM I                    |
| Cantigas de Santa Wa ku'ta Sopot |
| CCC Stonehenge                   |
| GKC II Gdańsk                    |
| RKC HaloNet                      |

| Grupa B                       |
| ----------------------------- |
| AZS Łódź SM II                |
| AZS PŚ Gliwice Elektrometal   |
| CK Nikifor                    |
| KS Warszowice Curlusy Baniate |
| MKS Axel Toruń                |
| WCC Warszawa                  |

### Faza półfinałowa
Półfinały rozegrano 19 lutego 2012 na gliwickim lodowisku Tafla. W tej części rywalizacji automatycznie zakwalifikowanych było 5 najlepszych drużyn poprzednich mistrzostw Polski, z eliminacji awansowało 5 ekip. Rozegrano 3 sesje systemem szwajcarskim, do wyłonienia 4 najlepszych zespołów.
Drużyny zakwalifikowane z MP 2011:
- AZS Gliwice I
- AZS Gliwice MiRRMiŁ
- AZS Gliwice Smok
- ŚKC Marlex
- GKC Gdańsk I

Klasyfikacja na zakończenie fazy półfinałowej:
| #  | Drużyna                          |
| -- | -------------------------------- |
| 1  | ŚKC Marlex                       |
| 2  | Cantigas de Santa Wa ku'ta Sopot |
| 3  | MKS Axel Toruń                   |
| 4  | AZS Gliwice Smok                 |
| 5  | AZS Łódź SM II                   |
| 6  | KS Warszowice Curlusy Baniate    |
| 7  | RKC HaloNet                      |
| 8  | AZS Gliwice I                    |
| 9  | AZS Gliwice MiRRMiŁ              |
| 10 | GKC Gdańsk I                     |

     awans do finałów

### Faza finałowa
|                                  | Skład                                                                                   |
| -------------------------------- | --------------------------------------------------------------------------------------- |
| AZS PŚ Gliwice Smok              | Andrzej Augustyniak, Piotr Podgórski, Piotr Kaźmierczak, Jakub Hawryszków, Karol Gawron |
| Cantigas de Santa Wa ku'ta Sopot | Borys Jasiecki, Krzysztof Domin, Wojciech Gubański, Marcin Loryński, Bartosz Łobaza     |
| MKS Axel Toruń                   | Bartosz Dzikowski, Damian Cebula, Maciej Turek, Mateusz Kulik, Jeremi Telak             |
| ŚKC Marlex                       | Jakub Głowania, Michał Kozioł, Tomasz Zioło, Michael Żółtowski                          |

#### Round Robin
| # | Drużyna                          | Mecze | Mecze | Kamienie | Kamienie |
| # | Drużyna                          | W     | P     | W        | P        |
| - | -------------------------------- | ----- | ----- | -------- | -------- |
| 1 | AZS PŚ Gliwice Smok              | 2     | 1     | 17       | 15       |
|   | Cantigas de Santa Wa ku'ta Sopot | 2     | 1     | 13       | 17       |
|   | ŚKC Marlex                       | 2     | 1     | 21       | 13       |
| 4 | MKS Axel Toruń                   | 0     | 3     | 14       | 20       |

##### Sesja 1.
14 września 2012; 10:00
|  | AZS PŚ Gliwice Smok | 5:6 | Cantigas de Santa Wa ku'ta Sopot |  |
|  |                     | 5:6 |                                  |  |

|  | ŚKC Marlex | 7:6 | MKS Axel Toruń |  |
|  |            | 7:6 |                |  |

##### Sesja 2.
14 września 2012; 16:00
|  | AZS PŚ Gliwice Smok | 7:5 | MKS Axel Toruń |  |
|  |                     | 7:5 |                |  |

|  | Cantigas de Santa Wa ku'ta Sopot | 1:9 | ŚKC Marlex |  |
|  |                                  | 1:9 |            |  |

##### Sesja 3.
15 września 2012; 10:00
|  | Cantigas de Santa Wa ku'ta Sopot | 6:3 | MKS Axel Toruń |  |
|  |                                  | 6:3 |                |  |

|  | AZS PŚ Gliwice Smok | 5:4 | ŚKC Marlex |  |
|  |                     | 5:4 |            |  |

#### Play off

##### Tie-breaker
Rozegrano drużynowy tee shot, który wygrała drużyna AZS PŚ Gliwice Smok i awansowała do finału.
15 września 2012; 16:00
|  | ŚKC Marlex | 3:2 | Cantigas de Santa Wa ku'ta Sopot |  |
|  |            | 3:2 |                                  |  |

##### Mały finał
16 września 2012; 14:00
|  | MKS Axel Toruń | 8:6 | Cantigas de Santa Wa ku'ta Sopot |  |
|  |                | 8:6 |                                  |  |

##### Finał
16 września 2012; 14:00
|  | AZS PŚ Gliwice Smok | 6:5 | ŚKC Marlex |  |
|  |                     | 6:5 |            |  |

#### Klasyfikacja końcowa
| # | Drużyna                          | Mecze | Mecze | Kamienie | Kamienie |
| # | Drużyna                          | W     | P     | W        | P        |
| - | -------------------------------- | ----- | ----- | -------- | -------- |
| 1 | AZS PŚ Gliwice Smok              | 3     | 1     | 23       | 20       |
| 2 | ŚKC Marlex                       | 3     | 2     | 29       | 21       |
| 3 | MKS Axel Toruń                   | 1     | 3     | 22       | 26       |
| 4 | Cantigas de Santa Wa ku'ta Sopot | 2     | 3     | 21       | 28       |